# 14990 Zermelo
14990 Zermelo eller 1997 UY10 är en asteroid i huvudbältet som upptäcktes den 31 oktober 1997 av den italiensk-amerikanske astronomen Paul G. Comba vid Prescott-observatoriet. Den är uppkallad efter matematikern Ernst Zermelo.
Asteroiden har en diameter på ungefär 6 kilometer och den tillhör asteroidgruppen Koronis.